# 3778 Regge
3778 Regge este un asteroid din centura principală, descoperit pe 26 aprilie 1984 de Walter Ferreri.